# Аккудик (Павлодарський район)
Аккуди́к (каз. Аққұдық) — село у складі Павлодарського району Павлодарської області Казахстану. Входить до складу Луганського сільського округу.
Населення — 129 осіб (2021; 153 у 2009, 373 у 1999, 441 у 1989).
Національний склад станом на 1989 рік:
- казахи — 43 %
- росіяни — 23 %

До 2007 року село називалось Духовницьк, мало також назву Духовницьке.